# Czarny kot, biały kot
Czarny kot, biały kot (tytuł oryginalny: Crna mačka, beli mačor/Црна мачка, бели мачор, czyli dosłownie: Czarna kotka, biały kocur) – jugosłowiański film fabularny (kryminał, komedia, melodramat) z 1998 w reżyserii Emira Kusturicy. Obraz zdobył nagrodę Srebrnego Lwa za najlepszą reżyserię na Międzynarodowym Festiwalu Filmów w Wenecji.
Film ten krytycy zaliczają do gatunku czarnego kina. Kusturica opowiedział historię społeczności cygańskiej zamieszkującej osadę naddunajską. Postacie filmu rozmawiają między sobą w językach: cygańskim, serbskim i bułgarskim, często mieszając frazy i słowa.
Plenery: Dunaj w Serbii.

## Obsada
- Bajram Severdžan(inne języki) – Matko Destanov
- Srđan Todorović – Dadan Karambolo
- Branka Katić – Ida
- Florijan Ajdini(inne języki) – Zare Destanov
- Ljubica Adžović(inne języki) – Sujka
- Zabit Memedov(inne języki) – Zarije Destanov
- Sabri Sulejman(inne języki) – Grga Pitić
- Jasar Destani – Grga Veliki
- Salija Ibraimova(inne języki) – Afrodita
- Šaban Bajramović – pieśniarz

## Fabuła
Żyjący nad Dunajem Rom Matko zadłuża się u gangstera. Przyparty do muru zmusza swego syna, by poślubił karłowatą siostrę przestępcy.

## Ścieżka dźwiękowa
Jak we wszystkich filmach Kusturicy, muzyka pełni bardzo istotną rolę w filmie i wypełnia większość scen. Jednak autorstwo muzyki powszechnie mylnie przypisywane jest Goranowi Bregoviciowi (autorowi muzyki do wielu filmów Kusturicy). Ścieżkę dźwiękową tworzyli: Nele Karajlić, Voja Aralica, Dejo Sparavalo.